# Тетрадрахма

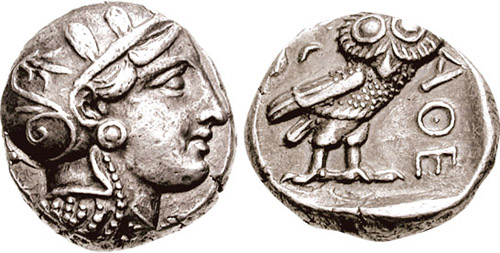
Афінська тетрадрахма

Тетрадрахма (грец. τετραδραχμον) — 	назва давньогрецької срібної монети в 4 драхми.
Тетрадрахма була широко поширена в античному світі. Згідно з аттичною і фінікійсько-Родоською монетною стопою, вона мала вагу у 14 — 17 г. За вартістю тетрадрахма дорівнювала 3 римським денаріям.
Першою з'явилась  Афінська тетрадрахма із зображенням богині Афіни, близько 510 до н. е. Тетрадрахми карбував у своїй величезній монархії Александр Македонський, ще довго після його смерті монети залишались в активному обігу. Це були монети із зображенням самого Александра у шоломі Геракла на аверсі та Зевса — на реверсі. Згодом карбував тетрадрахми й понтійський цар Мітрідат VI Евпатор — із зображенням голови царя у діадемі та реверсі — зображенням оленя, що пасеться.